# 謝影雪
謝 影雪（しゃ えいせつ、ツェ・インセット、英語: Tse Yin Suet、1991年11月9日 - ）は、香港の女子バドミントン選手。世界ランク最高位は2位。

## 経歴
2020年東京オリンピックでは、3位決定戦で日本の渡辺勇大 / 東野有紗に敗れ、あと一歩というところで五輪メダルを逃した。